# Gor (kommunhuvudort)
Gor är en kommunhuvudort i Spanien.   Den ligger i provinsen Provincia de Granada och regionen Andalusien, i den södra delen av landet, 300 km söder om huvudstaden Madrid. Gor ligger 1 242 meter över havet och antalet invånare är 1 025.
Terrängen runt Gor är huvudsakligen kuperad, men åt nordväst är den platt. Runt Gor är det mycket glesbefolkat, med 5 invånare per kvadratkilometer. Närmaste större samhälle är Guadix, 16,8 km sydväst om Gor. Trakten runt Gor består till största delen av jordbruksmark.